# Eurycope ratmanovi
Eurycope ratmanovi là một loài chân đều trong họ Munnopsidae. Loài này được Gurjanova miêu tả khoa học năm 1946.